# Кравченко Дмитро Андрійович
Дмитро́ Андрі́йович Кра́вченко (нар. 25 лютого 1995, Полтава, Україна) — український футболіст, опорний півзахисник. Виступав за юнацькі збірні України U-18, U-19 та U-20.

## Життєпис

### Ранні роки
З 6-річного віку займався футболом у ДЮСШ полтавської «Ворскли», куди його відвів батько 2001 року. Першим тренером Дмитра був Володимир Плевако, згодом футболіст займався у Станіслава Басюка, а перед випуском тренувався під керівництвом Олексія Вишневецького. Із 2008 по 2011 рік провів у чемпіонаті ДЮФЛ 57 матчів, забивши 9 голів.

### Клубна кар'єра
У 16 років підписав свій перший контракт із полтавським клубом як стажер і вперше потрапив на збори в Туреччині зі складом U-21 під керівництвом Сергія Свистуна. 1 травня 2012 року дебютував у молодіжній (U-21) команді «Ворскли» у виїзному матчі проти сімферопольської «Таврії». За юнацьку (U-19) команду полтавців дебютував 25 липня того ж року у виїзному поєдинку з київським «Динамо». У сезоні 2014/15 у складі команди U-21 став бронзовим призером чемпіонату. Всього за молодіжну та юнацьку команди «зелено-білих» провів більше ста матчів.
21 серпня 2016 року дебютував у Прем'єр-лізі в домашній грі «Ворскли» проти кам'янської «Сталі», замінивши на 85-й хвилині Олександра Скляра. 9 вересня 2017 року став автором одного з найшвидших голів у історії чемпіонату України, забивши м'яч у ворота Донецького «Олімпіка» на 11-й секунді зустрічі. Всього зіграв у складі полтавців 52 матчі (1 гол) в чемпіонаті, п'ять — у Кубку України, ще дві гри провів у Лізі Європи. 28 лютого 2020 року пішов з «Ворскли».
2 вересня 2020 року став гравцем харківського «Металіста 1925».

### Збірна
2013 року грав у складі юнацьких збірних України U-18 та U-19, але повноцінно закріпитися там йому завадила важка травма — перелом лівого гомілковостопного суглоба, який дістав у січні того ж року на Меморіалі Гранаткіна. 15 квітня 2015 року зіграв за юнацьку збірну U-20 у товариському матчі з молодіжною збірною Білорусі: Дмитро вийшов на поле на 67-й хвилині поєдинку, замінивши Владислава Кабаєва.

## Досягнення
«Ворскла»:
 Бронзовий призер Української прем'єр-ліги: 2017/18
 Бронзовий призер Молодіжного чемпіонату України: 2014/15
 «Металіст 1925»:
 Бронзовий призер Першої ліги України: 2020/21

## Статистика
Статистичні дані наведено станом на 1 січня 2022 року
| Клуб            | Ліга         | Сезон   | Чемпіонат | Чемпіонат | Кубок | Кубок | U-21 | U-21 |
| Клуб            | Ліга         | Сезон   | Ігри      | Голи      | Ігри  | Голи  | Ігри | Голи |
| --------------- | ------------ | ------- | --------- | --------- | ----- | ----- | ---- | ---- |
| «Ворскла»       | Прем'єр-ліга | 2011/12 |           |           |       |       | 2    | 0    |
| «Ворскла»       | Прем'єр-ліга | 2012/13 |           |           |       |       | 17   | 1    |
| «Ворскла»       | Прем'єр-ліга | 2013/14 |           |           |       |       | 26   | 0    |
| «Ворскла»       | Прем'єр-ліга | 2014/15 |           |           |       |       | 26   | 3    |
| «Ворскла»       | Прем'єр-ліга | 2015/16 |           |           |       |       | 11   | 0    |
| «Ворскла»       | Прем'єр-ліга | 2016/17 | 23        | 0         | 1     | 0     | 6    | 0    |
| «Ворскла»       | Прем'єр-ліга | 2017/18 | 15        | 1         | 3     | 0     | 3    | 0    |
| «Ворскла»       | Прем'єр-ліга | 2018/19 | 9         | 0         |       |       |      |      |
| «Ворскла»       | Прем'єр-ліга | 2019/20 | 5         | 0         | 1     | 0     | 4    | 1    |
| «Металіст 1925» | Перша ліга   | 2020/21 | 8         | 1         |       |       |      |      |
| «Металіст 1925» | Прем'єр-ліга | 2021/22 | 6         | 1         | 1     | 0     |      |      |

## Родина
Батько Дмитра грав у футбол на аматорському рівні в юнацькі роки, і навіть дістав запрошення приїхати на перегляд від одного з професійних клубів. Також у Кравченка є сестра Марічка та брат Матвій.